# Araquari
Araquari est une ville brésilienne du littoral nord de l'État de Santa Catarina.

## Origine du nom
Le nom actuel d'Araquari, donné à la municipalité en 1943, signifie « la rivière de refuge des oiseaux », en langue tupi-guarani.

## Géographie
Araquari se situe par une latitude de 26° 22′ 12″ sud et par une longitude de 48° 43′ 19″ ouest, à une altitude de 9 mètres.
Sa population était de 24 814 habitants au recensement de 2010. La municipalité s'étend sur 402 km2.
Araquari se trouve à 182 km au nord de la capitale de l'État, Florianópolis, dans la plaine formée par les rivières Itapocu et Parati, au bord de la baie de Babitonga. Elle fait partie de la microrégion de Joinville, dans la mésorégion Nord de Santa Catarina.
Le climat de la municipalité est tempéré et humide, avec un été chaud. La température moyenne annuelle est de 20,3 °C.
L'IDH de la ville était de 0,767 en 2000 (PNUD).

## Histoire
Le premier européen à accoster dans sur le littoral d'Araquari est le navigateur espagnol Álvar Núñez Cabeza de Vaca, au niveau de la localité actuelle de Barra Velha. Il nomme le lieu Paranaguá Mirim, « petite anse » en tupi-guarani.
Les premiers bandeirantes s'établissent dans la région, alors habitée par les indiens carijós, vers 1658. Mais Araquari sera réellement colonisée par des immigrants açoriens qui arrivent sur le littoral de Santa Catarina entre 1748 et 1756.
La fondation effective de la ville a lieu en 1848, à l'arrivée d'un navire portugais commandé par Manoel Vieira. Celui-ci se joint à Joaquim da Rocha Coutinho, pionnier de la localité, pour fonder la colonie, qui prend le nom de Senhor Bom Jesus do Parati, lors de la création de la freguesia en 1854,.
Elle devient simplement Parati, quand la localité fut élevée au rang de vila en 1876. Ce nom resta jusqu'en 1943, quand fut adopté le nom d'Araquari.

## Économie
L'économie de la municipalité est basée sur l'agriculture, notamment au travers de la culture du riz, la production de fruit de la passion et l'élevage bovin.
Une partie importante des habitants d'Araquari travaille cependant dans le secteur industriel dans la municipalité voisine de Joinville. Quelques industries de petite taille sont également implantée dans la municipalité même,.

## Culture et tourisme
Une des principales attractions touristiques de la municipalité est l'église construite sur ordre de la couronne portugaise et terminée en 1858. Une nouvelle église sera construite en ces lieux un siècle plus tard. Elle est célèbre pour sa « salle des miracles », qui attire touristes et pèlerins.
Tous les ans; en août, la ville célèbre la « fête de 'Senhor Bom Jesus de Araquari », la troisième fête religieuse de l'État par son importance.
La « fête du fruit de la passion » a lieu tous les deux ans au mois d'avril, foire agricole tournant autour de ce fruit et évènement culturel local.
La culture africaine est célébrée tous les ans dans la localité d'Itapocu lors de la fête en hommage à Notre-Dame du Rosaire (Nossa Senhora do Rosário, en portugais). Parmi les autres cultures de la municipalité, la culture açorienne garde ses traditions vivaces.

## Administration
La municipalité est constituée de deux districts :
- Araquari (siège du pouvoir municipal) ;
- Itapocú.

## Villes voisines
Araquari est voisine des municipalités (municípios) suivantes :
- Balneário Barra do Sul ;
- Barra Velha ;
- São João do Itaperiú ;
- Guaramirim ;
- Joinville.